# گرابفلد (تورینگن)
گرابفلد (به آلمانی: Grabfeld) یک شهر در آلمان است که در اشمالکالدن-ماینینگن واقع شده‌است. گرابفلد ۵٬۵۸۲ نفر جمعیت دارد.